# 99年の愛〜JAPANESE AMERICANS〜
『99年の愛 〜JAPANESE AMERICANS〜』（きゅうじゅうきゅうねんのあい ジャパニーズ・アメリカンズ）は、TBSの開局60周年記念として、TBS系で2010年11月3日 - 11月7日まで5夜連続で放送されたテレビドラマの特別番組である。主演は草彅剛と仲間由紀恵。
番組名に「TOYOTA Panasonic Special」と表記されているとおり、トヨタ自動車とパナソニックの2社が特別協賛した。

## 解説
脚本を担当した橋田壽賀子は、戦時中に育ったためにアメリカ嫌いだったが、メジャーリーグ選手のイチローがアメリカ人に好印象を持っている点から取材を始めた。実際第一夜の冒頭に、放送当時シアトル・マリナーズに在籍していたイチローの出場する試合をセーフコ・フィールドに見に行くシーンが登場する。以前にもこの作品と同様の移民をテーマにし、2005年に戦後60年とNHK放送開始80年記念ドラマとして放送された『ハルとナツ 届かなかった手紙』（昭和初期にブラジルに移住した日本人一家と一人日本に取り残された家族を描いた物語）を書いており、この作品はそのアメリカ版ともいえる。今回の作品を橋田自身の遺言だと語っている。
5夜連続共通の提供クレジットでは、最後のメッセージ「99年後に伝えたいもの」のテロップの後に、鉛筆書きで草彅剛・書名の「愛」、仲間由紀恵・書名の「LOVE」で締めている。
また放送終了の翌年2011年の初頭には本作の舞台となったシアトルとロサンゼルスで3日間にわたり本作の上映会が行われた。

## あらすじ

### プロローグ
2010年8月、アメリカ・ワシントン州シアトルで平松農場を営む日系アメリカ人二世の平松次郎と義理姉のしのぶは、次郎と同じく日系二世で日本で暮らす妹・太田（旧姓：平松）さちと70年ぶりの再会を果たす。11歳の時に、姉のしづと共にアメリカから日本へ帰されたさちは、家族に捨てられたと思い込み、それ以来、アメリカに残った家族のことはないものとして生きてきた。
そんなさちのため、セーフコ・フィールド（現・T-モバイル・パーク）で開催されたシアトル・マリナーズで活躍するイチローの対オークランド・アスレチックスの試合を孫の直人と観にいくという名目で息子の嫁・景子が、野球のチケットを買い換えてまで、生き別れとなっていた兄義姉に連絡を取って引き合わせたのだ。景子はアメリカ・シアトルに到着してすぐに、息子がさちから聞いた平松農場の場所を手掛かりにして、二人に会えた。
しかし、球場内での最初の突然の再会では、さちは気が動転してしまったのか、「あたし、あなた達になんか会いたくない。アメリカへなんか二度と行きたいなんて思わなかった」と拒絶し、その場を立ち去る。その夜の投宿先のホテルでは景子がさちに今日の事を詫びるも、さちを怒らせてしまう。しかし、さちはむしろ家族に会いたくなり、試合翌日の朝の投宿先のホテルで果たした二度目の再会ではさちが昨日の事を詫び、自身も同年1月に乳癌の手術で死と向き合ったこともあり、思いきり自分の気持ちを吐き出して、今まで抱えてきたものにけじめをつけたかった。これまでアメリカの家族の事を避けて生きてきたさちだったが、アメリカに残った家族がその後どんな生き方をしたのかを知りたかったのと同時に、自分が今までどんな思いで生きてきたのかを知ってもらいたいと考え始めた。なお、過去を忘れたかったが、恨みを話せば結局愚痴になるだけだと、さちは直人にアメリカで生まれた事を話していなかった。当日の3人の帰国予定を急遽取り止めて、さちの実家でもある平松農場に到着する。
そこで次郎から兄・一郎が第二次世界大戦で戦死した事を告げる。それでさちは次郎としのぶが結婚したのかと問いかけると、しのぶは一郎の妻であり、大事な兄嫁であると話す。景子も次郎・しのぶが夫婦ではなかったことに驚く。一郎が戦死してから、次郎が家族を長年守ってくれたことを感謝するが、しのぶは次郎には申し訳ないことをしたと語る。
一方、次郎はしづは元気かと問いかけると、さちから姉・しづが太平洋戦争における広島市への原子爆弾投下で被爆し、終戦して2年後の1947年夏に原爆の後遺症で亡くなったことを告げる。また次郎からは、日系一世である父親の平松長吉と母親の（旧姓：村上）ともが直人の曽祖父母に当たることと、次郎と直人の祖母であるさちが生まれた事を告げる。
こうして、投宿先のホテルまで会いに来てくれた次郎としのぶ、直人とは1歳年上でわざわざ日本から親戚が来ることを知り、柔道の稽古をサボってまで、早く農場に帰宅したしのぶの曾孫で日系五世のタクヤなど、そして彼らの家族にも会うことになる。

### 第一夜 アメリカ
大正元年（1912年）。当時の日本の農家は貧しく、大所帯の家族が多かった。続柄が次男以下の息子は、長男とは異なり家も田畑ももらえないため、出稼ぎのためアメリカなど海外へ移住する人も多かった。島根県奥出雲の貧しい自作農家・平松家の次男・長吉は家族の生活を助けるために近隣の知合いの野中一馬一家とともにシアトルの港に到着した。入管手続きを済ませ、15年前に先行移住して農場を営む野中の親戚である岡田勇の出迎えを待っていた。そんな中、野中の娘・初子が飲み物を買ってきて欲しいと頼まれ、ドルも所持していないにもかかわらず、長吉が飲み物屋に飲み物を買おうとするも、店員から「ジャップに売るものはない」と断られる。当時のシアトル周辺は反日感情が強く、この店の商品は日本人には売ってくれないという。その後、待ち切れずに岡田農場まで岡田を訪ねに荷馬車に相乗りさせてもらい、一先ず岡田との面会は叶ったが、成功話ばかりではなく、日露戦争で日本が勝利したことにより反日感情が強まり、さらに白人中心社会で起こり始めた黄禍論も相まって、現地での日本人の厳しい求人就職・生活状況をも思い知らされて困惑しながらも、長吉はその中で生きる覚悟を決めた。
直人は長吉が何も知らない国であるアメリカで一人ぼっちになるなんて惨めすぎると話す。しかし、長吉は一人で頑張る事を惨めで可哀想とは思わず、決して負けずに、自分の仕事を見つけてアメリカを生き抜いてきた、根性のある強い人間だった。他人の世話にはならず、自分の力で自分の人生を切り開いて行くのが日本人の良いところである。
翌日早いうちに岡田農場を後にした長吉は人使いが荒いと聞かされた広瀬が経営する缶詰工場で働き始めた後、一年後にはあちこちの農場で働いて回る季節労働者（ブランケ担ぎ）として賃金を稼ぎ、島根の平松家への送金を欠かさなかった。1919年、26歳になった長吉は農業を廃業してシアトルの街中でクリーニング店を営む野中から仕送りばかりしている先行きを案じられ、最後の機会になろうとしているピクチャーブライド（写真花嫁）を世話する目的で呼び出して、長吉の一歳下の別嬪の写真を見せながらその気にさせるよう説き伏せた。その頃、日本の岡山県新見の小作農の村上家では、当の本人が怖気づいたのと昔の男を追いかけて行って東京で働くこと決めてしまい、長吉のめかしこんだ姿の写真とともに送られてきた支度金や渡航費に手をつけてしまっていた父親は次女のともを説得して代わりに最後の写真花嫁らを乗せた船でシアトルに送り出し、長吉と出会った。それから間もなく、ふたりは野中や岡田ら日本人会の祝福を受けて結婚式を挙げ、晩餐の席上で大農場主となった岡田から長吉とも夫妻を雇い上げる申し出がなされた。それは、岡田農場の一角にある広大な荒地の開墾とその後の作付から収穫までの業務委託であった。二人が協力して苦難に立ち向かう姿は近隣に住む未亡人地主のキャサリン・グレッグの優しい目で見守られていた。彼らは隣近所の好みもあって、少ないながらも収穫の喜びを分かち合う仲にまでなる。
1922年6月、長吉らの長男誕生を聞き付けた野中や岡田は我が事のように喜んだ。それは、日系移民二世、米国籍を持つ市民の誕生ということであり、土地取引等に制限を受ける一世や帯同子女らには夢の実現といえた。キャサリンも長吉の長男誕生を訊き付けて自分の土地家屋を長吉に譲るというオファーが出される。しかし予てよりキャサリンと土地の売買交渉をしていたジェームスが長吉に売ることを聞かされて、敵意剥き出しで長吉夫妻に嫌がらせを仕掛け、遂にはキャサリンの思い出が詰まった家屋まで焼き払ってしまった。

### 第二夜 一世と二世
1940年、長吉・とも夫妻は長男の一郎に加えて次男の次郎、長女のしづ、次女のさちを設け、多くのアメリカ人も雇って自らの苗字を冠した農場を経営するまでになっていた。高校を修了した一郎は大学進学を希望する一方、次郎は学校にはあまり興味はなく、農作業に夢中で雇われた農場作業員にも慕われていた。
シアトル大学に通うようになった一郎は日系移民初期から生じていた黄禍論に基づいた嫌がらせを受けつつも、同じように通う日本からの留学生で外交官令嬢・松澤しのぶが大学構内で暴行を受ける寸前のところを救い、運命的な出会いを果たした。家業の農作業や酪農作業にも興味を示したしのぶは平松兄弟姉妹との触合いの中で、アメリカで暮らす日系人に同情の念ばかり持っていた自分の誤りに気づき、大地に強く根を張るように生きている平松一家に感じた力強さに感銘し、一郎との親密度を着実に深めた。そんなしのぶと一郎の動向を見ていた長吉がともとの会話で跡取り問題を持ち出して懸念を生じさせていた。だが、一郎は意を決してしのぶに両親と会ってほしい、松沢副領事にも挨拶したいとプロポーズをした。
その折、独軍の欧州諸国侵攻と日本陸軍のアジアでの英領仏領蘭領侵攻に対して米政府は独伊日の在米資産凍結を発令し、日系商社員の大半も帰国することになったと野中から状況を聞かされ、しのぶの父親である松沢副領事にも本省から帰国命令が出たということが長吉にも伝わり、一郎としのぶとの仲に見切りがついたと納得。さらに市街の様子を見に野中を訪ねた長吉が見たのは昼日向の街中で一人歩きの日系女性へのあからさまな性的暴行未遂、長吉の目の前で野中が受けた嫌がらせ、港で投掛けられた蔑みの満ちた暴言などを受け、長吉はしづやさちを今のうちに日本に一時帰国させるべきという思いを高まらせた。
ある日、長吉がシアトルの港でアメリカ海軍の太平洋艦隊を目撃する。そこに男性からジャップのスパイかと問い詰められる。さらに、家族とともに帰日することを決めたしのぶに別れを告げた一郎は帰り道にしづの強姦未遂現場に出くわし、余計な心配を掛けないように皆には内密にと言い聞かせた。その際、しづは「アメリカにはジャップはいらない。日本人は人間じゃない」と言われて服を脱がされるなど、なぜ日本人が酷い目に遭わなくてはいけないのかと泣く。しづは日本人がアメリカにいてはいけないのかと問うと、一郎はアメリカ人にとって日本人は余計者であり、アメリカにいる日本人はアメリカも日本からも守られないので、自分自身で守らなければならないという現実を話した。
さらに、夕食の席でも、アメリカ人のお店でも日本人は売ってくれず、学校の帰りに寄ったパン屋でも突然売ってくれないなど嫌がらせに辟易したさちの不平への共感を示したしづの態度に何かを感じた長吉は二人を日本に返すことを決めた。これは、日系移民として肌の色で差別されるなど、反日感情が激しくなっている現状では、女の子には無理だという判断だった。これは世界情勢が収まるまでの一時避難であり、日本に帰して、しばらく島根の実家に預かり、戦争が終わったらアメリカに戻すという考えだった。次郎は猛反対したが、一郎に止められ、しづの強姦未遂現場を目撃した事を告白した。
翌日、しづとさちを日本へ帰す時がやってきた。ともと別れを惜しむ中、長吉から山紫水明という四字熟語を教えられ、二人には日本で思いっきり楽しんで欲しいと願った。そして、12時発の最後の引揚船である氷川丸に乗船させた。そこには松沢副領事夫妻に付いて帰国するしのぶの姿もあったが、しづ、さちを見送りに来ていた一郎・次郎らには気づいてはいても振り返ることもなかった。また野中夫妻の息子の嫁と孫を日本へ帰していた。家族もすぐまたに会えると信じた。とも・しづ・さちは別れを惜しんだが、長吉の一喝で二人は乗船し、ともは波止場で見送らずに一人待合所で泣き暮れていた。しかし出港後、しのぶは船から海上に飛び降りて近くの浜へ泳ぎ着いた。
一晩掛けて遂に平松家に辿り着き、翌朝になって納屋で休み隠れていたところを一郎に見つかった。しのぶを一郎の嫁とは認められない長吉はひとまずは領事館に事情を伝え、農場作業員見習いとして平松家に置くことにした。農場の仕事をこなしていくしのぶの姿を見てはいたものの長吉の考え方は変わらず、増員された正規作業員程度にしか考えていなかった。一郎や次郎、ともは長吉の振る舞いに抗議し、クリスマスには婚約祝いをするという宣言をともから突き付けられた長吉は二の句が告げられないほどたじろいでいた。さちはしのぶの行方を心配していたが、そんなことになっていたことを70年後に初めて知った。
その頃、日本の奥出雲では、松澤夫人に付添われてしづとさちが長吉の兄・良助の下を訪ねていたが、長吉の実家では長吉の両親と兄夫婦に加え、兄夫婦の息子家族の大大所帯で生活が困窮しており、しづとさちの面倒を見れる状況ではなかったため、広島の酒屋に嫁いだ長妹・ふさがしづを、沖縄のさとうきび畑の農家に嫁いだ次妹・ときがさちをそれぞれ引き取ることとなり、広島のしづの預かり先で離れ離れとなって、さちは那覇の預かり先へと連れて行かれた。さらに、手紙を出しても、日本宛・アメリカ宛はそれぞれの国の郵便局で受け付けてくれなかったので、アメリカにいる両親からの便りもなかった。この頃からしづとさちは家族に捨てられたと思い込むようになる。さらに、1941年12月7日に真珠湾攻撃のニュースが伝えられた際も、しづのいる広島、さちのいる那覇で聞かされた。太平洋戦争が勃発したのである。開戦をきっかけに、彼女たちは、周りの人達からそれぞれ「日系二世のアメリカ人」として白い目で見られ、学校でもいじめの標的にされる事態になる。
真珠湾攻撃をきっかけに日本人と日系アメリカ人の運命は大きく変わってしまった。シアトルでもラジオのニュースは引っ切りなしに真珠湾攻撃を伝え、日系人社会の大物となっていた岡田勇が自宅でFBIに拘束され、他にも日系人社会の思想信条の指導的立場にある上層部の人間が次々に拘束されたとの一報がもたらされた。日系人社会で重要な役割を担うようになっていた長吉は身辺整理のために書籍類を次々と焼却し、翌朝FBIに連行された。

### 第三夜 強制収容所
長吉がFBIに連行されて4日後の12日。100人もの日系人がFBIに連行されたことを知ったともは心労で体調を崩し床に伏せていた。一郎が街から戻ると、心ない落書き文字が書き殴られた外壁、割れた窓や倒された郵便箱を見ても何もできない無力感を覚えていた。日系人店は打壊を受け、日系人銀行は閉鎖の憂き目に遭い、歩いていたり外に出て来た日系人は暴行を受けるという街の様子を伝え、萎えた気力を何とか奮い立てて何としてでも生き抜く覚悟を示した。一方、那覇のときの家族に預けられていたさちも、地元の新聞で真珠湾攻撃のニュースを聞き、アメリカにいる家族はどうなっているのか心配していた。
日系アメリカ人会では大統領宛に日系二世の米国忠誠宣言を電報で伝えられたが、その年はクリスマスどころではなく、米西海岸地域への日本軍進攻の警戒もあって日系人の夜間外出禁止令や意図的停電が起こる中、翌1942年2月、大統領令は軍司令部に対して、太平洋沿岸地域（ワシントン州、オレゴン州、カリフォルニア州）とアリゾナ州を日本軍が攻めてくる可能性があるとして、軍事区域に指定されて、その地域の居住日系人の立ち退き命令を発することを任意に許可するとした。翌月、日系人協会主催の集会に参加した一郎・次郎・しのぶは米政府の決定した一週間以内の強制退去措置に代表者の山岸を相手に憤りを表したが、かと言ってどうすることもできず、集会を終えてから一郎は財産の保全管理の委託先を探すのに奔走したが誰にも相手にされなかった。強制退去前に長吉の残した全ての動産不動産が山岸の仲介によりジェームズに相場の二倍とは言え僅かな応札額で買い取られたことに一郎はともの前で詫びつつも悔しがり、日本と三国軍事同盟を締結した独伊の移住者らには何故か同じ処遇をほとんど執らない米政府に怒りを向けた。
翌日窓を塞いだSLに丸二日間乗せられた平松一家を始めとする日系人の一行は、どことも知れぬ場所の使われなくなった競馬場厩舎を宛がった収容施設で下車させられた。そこで一家は偶然にも野中と再会し、本式の収容施設ができるまでの仮収容施設であることを知らされ、ともは収容生活の先行きに不安を抱いていた彼らに対して長い休暇だと思えばいいと発想の転換をしてみせた。複雑な心境にもなったが、長吉は岡田らとともに抑留所に入れられてはいるが元気であるとの知らせも降ってきた。野中も戦争を口実に、経営していたクリーニング店の本店や2つの支店を丸裸にされたことに憤るも、アメリカには恨みはなく、むしろ日本の馬鹿さ加減に腹が立った。のんびりと戦争の行方を見守って暮らすしかないという状況である。そして日系人は囚人扱いであると思い知らされる。
一郎としのぶは仮収容施設のベランダで、一郎はしのぶがアメリカに残ってくれたことを感謝しつつも、今はしのぶをこんな目に遭ってしまった事を詫び、せめてこれからしのぶを幸せにできる希望があれば、どんな努力もする事を誓う。明日の事が見えない状況の中、しのぶは不幸だと思っていなく、ともから家族の一人として認めてくれて、みんなと一緒にいられる事が十分幸せであると話す。太平洋戦争と日系アメリカ人の行方を見届けたいという覚悟を話す。次郎はしづとさちを日本へ帰してよかったと話す。ともも日本が戦争に勝っていることや、しづとさちは差別されることはないと信じていた。
一方、開戦後の日本ではしづとさちはそれぞれの預かり先（広島・那覇）や学校でも一層辛い思いをしており、どちらの生活も幸せとは程遠いものだった。戦時中の日本は物がなくなっており、さちが預けられていた那覇の叔母の嫁ぎ先は三世代が同居している大家族で、転がり込んださちは厄介者扱いされ、お粥のおかわりを貰えないなど、ろくに食べさせてもらえなかった。しづは広島の叔母の嫁ぎ先である酒屋で女中扱いを受け、しづを預けられただけで、家族も非国民扱いされ、さらにおはぎも貰えず、晩御飯をろくに食べさせてもらえない上に、お風呂の扱いにおいても差別的な待遇をされ、女学校でもアメリカ人である事からいじめられるなど、さちより辛い思いをしていた。当時日本軍はマニラや香港を占領したとか、シンガポールを攻略したという景気の良い話はあったが、さちが住んでいた沖縄ですら、食べ物も困るような状況であった。さちも学校で「アメ公」と呼ばれるなど嫌われ、いじめられていた。昼食もとうもろこし1本のみという状態で、一人で校庭で隠れて食べていた時もあった。そんな中、さちは担任教師の高木から昼食を支援されていた。その時のさちはもし戦争が終わったら、アメリカへ帰れると信じていた。しかし、高木が反戦思想の詩を描くという反戦行為で憲兵に捕らわれ、唯一の味方を失った。それでもさちはめげることなく、自分の食い扶持を確保すべく実力で預かり先の嫌がらせを撥ね退けるまでになった。戦争によって人間が変わってしまったため、さちは仕方なく変わらないと生きていけなかったという状況だった。
6月、主に西海岸内陸山地で正式な収容施設が竣工し始めた中で3番目にできた、約一万人収容の中規模のマンザナー強制収容所に平松家ら一行は移動した。隙間だらけで砂が吹き込む粗雑な建屋で、平松家はロサンゼルスで庭師を営んでいた小宮太助と弘の親子との同居生活となった。太助以外の家族は日本に帰国していたが、弘は日本との二重国籍でもあり、兵役を受けるためアメリカへ戻ってきていた。施設でのオリエンテーション集会では日系人協会の山岸から施設の構成あらましや各大小区域単位での自主管理や自治がある程度容認されていることを告げられ、収容者たちはさほど息苦しい生活ではないようだと安心できたが、反感を抱く一部の人々はアメリカの犬として山岸を襲撃し、騒動を引き起こしたが何食わぬ顔で翌朝を穏やかに迎えた。次郎は荒地の耕作と野菜の作付け、一郎としのぶは学校整備と教育、ともは食堂作業、太助は庭園作りなど、各々が収容所生活に活路を見出し始めていた。翌1943年2月、かつて日系人協会から打電された忠誠宣言などなかったかのように米当局は17歳以上の収容者に対して忠誠登録を行い、そのうち質問27は「いかなる地域でも米国を守り、そのために日本軍とでも戦えるか」、質問28は「米国以外に忠誠を誓わず、たとえ日本の天皇に対しても忠誠を誓わないか」と問い詰めることで、回答によってはアメリカに残れるか日本に送還されるものであった。一世のともにとっては丸裸にされて日本に帰るわけにはいかない、アメリカで失ったものを取り返すまでアメリカで生活していく、一郎と次郎には戦争には行ってほしくない、との強い意向があったが、一郎は財産を失った父母がこの先アメリカで暮らしていくには自分もアメリカに残って支えていかなければならないと考えていた。

### 第四夜 日系人部隊
1943年4月、とも・一郎・次郎・しのぶはそれぞれアメリカへの忠誠を誓ったが、しのぶ以外の三人は互いにそれを知らなかった。山岸が現れて四人の前で一郎の志願兵での米軍入隊決定を伝え、入隊決定通知（身体検査出頭要請）を持ってきた。同室の小宮弘も米軍入隊となり、太助と大喧嘩に発展した。ともや太助は親の心子知らずと落胆する。五日後の入隊を知らされた一郎は次郎からの叱咤もあり、しのぶに求婚し、翌日つつましく挙式を行い結婚。二日後の夕食にワインを入手したともは四人で一郎の無事帰還を祈って乾杯をした。収容所内での入隊式が終わり、バスに乗り込む一郎らが収容施設を後にすると、見送りに集まっていた住民らは閉じられたゲートに殺到してバスが見えなくなるまで手を振り続けた。
7月になると小宮太助、野中夫妻ら忠誠を誓わなかった日系人は同様の者達を集めたツールレイク収容所に移動となり、翌月には野中夫妻が交換船で日本へ帰国した。それと入れ替わるように恩赦で釈放された長吉がFBIに連れられてマンザナー収容所へ移動させられ、とも・次郎・しのぶと再会した。
9月、日系人歩兵のみで構成された442連隊に配属され、3ヶ月の基礎訓練を経た一郎が、10日間の一時休暇で収容所に帰省し、長吉と再会した。その日の夕食には収容所内から食材が集められてすき焼きを振舞われた。明くる日に長吉が一郎としのぶの収容施設外への旅行外出許可が得られるよう上層部と交渉し、その翌日に一郎としのぶは新婚旅行に旅立つ。しかし一郎の軍服姿の威光もなく、二人はシアトル市街のレストラン・ホテルで次々と嫌がらせを受ける。日が暮れた頃、ある白人老女が持つ一軒の海辺の宿屋に泊まることができ、一週間をすごし、九日目に収容所へ戻る。十日目に長吉・次郎だけの見送りで三人は肩をしっかり抱き合い、一郎は振り返って復隊用バスに乗車した。
一郎が去っておよそ2ヶ月後、四人での食事時にしのぶが悪阻を覚え、ともだけが気づいてしのぶを医者に診せたところ妊娠3ヶ月を告げられ、三世誕生の予感に一同は歓喜した。その場に山岸が現れ、休暇から復隊して更に10ヶ月間の強化実戦訓練が続いていることがキャンプシェルビーの一郎からの手紙でわかり、ヨーロッパ戦の困難さもうかがえた。ある日の近接格闘技訓練で一郎以下新兵を叩きのめした巨漢の教官を新兵の一人・夏木の男が背負い投げでノックアウトさせ、これに新兵の意気が上がった。
1944年5月には一郎としのぶの長男・ケン大和が誕生し、その知らせはイタリアのナポリで一郎にも伝えられたが、部隊はイタリア戦線のローマ郊外を目指していた。ところが急遽北イタリアを抜けてフランス戦線ブリュイエル村の解放を命令されてその地に立った。そこの住民はまるで奇妙なものを見るように当惑していた。好奇心で一郎らに近づいた子供らを急いで呼び戻す母親たちからは日系アメリカ人を独軍の友軍とされて危険視されてしまった。休む間もなく、部隊への次の命令はビフォンテーヌ村近くのポージュの森でドイツ軍に包囲されたテキサス大隊の救出だった。部隊内では兵士が全滅しかねない無謀な命令に強硬に拒絶反応を示す者と危険に晒されたテキサス大隊に同情的な夏木とが言い合いになっていた。「白人でも日系人でも命令には逆らえないのだから父祖から伝わる大和魂を持つ日系人だからこそ成遂げられたのだと胸を張れることを見せてやろう、後に残る自分らの子供家族同胞のためにも」と檄を飛ばす一郎に賛同し、部隊のスローガンが小さく、やがて耳を聾さんばかりの力強い鬨の声として野営地周囲に響き渡った。
10月16日。樹木が上り傾斜の塹壕で上方からの戦車砲弾の雨霰が襲いかかり、部隊は蜘蛛の子を散らすように塹壕から一斉に飛び出したが、散開し切れない場所での無謀とも言える突撃行動だったことと、雨と雪によって凍える寒さの中で昼夜ない砲撃を受け、たちまち死傷者の山となった。10月20日、地形や環境をうまく利用して身を隠していた独軍兵によって狙い撃ちされていた442部隊はテキサス大隊まであと一マイルの地点で独軍の機関銃座から見境なく銃撃される。木々に当たった跳弾でも多くの死傷者が出る中で、一郎は号令をかけて夏木らを率いて突撃するも、沈黙した銃座から見渡した惨状に思わず立ち尽くしてしまった。下方の生き残り兵を従えて一郎が先に進むべく発破を掛けたその直後、生き残っていた機関銃手の動きを見て取って、先行しようとした夏木を庇うように被弾。先に進めと一郎から後を託された夏木は、味方の生き残り兵を更に撃ち抜いた狙撃兵が弾詰まりを起こしたと見るや自分の銃を投げ出して止めを刺した。放り出した銃を掴んで一気にテキサス大隊陣地まで駆け出した夏木は偶々出会った斥候から掴みかかられたところを動転逆上し、掴み倒してナイフを奪って逆手刺しをしようとする寸前に大隊のエンブレムワッペンに気づいた。こうしてテキサス大隊は救われたのであった。
戻ってきた夏木に看取られながら、必ずかみさんと子供のところへ生きて帰れと言い残した一郎はそれまで手にしていたしのぶとケンの写真を取り落とし、静かに絶命。作戦は成功したが、このミッションだけで442連隊は死傷者800人以上もの犠牲を払わされた。
そんな442部隊が激戦を送る中で収容所では穏やかな日々が流れていた。ある日、野菜の畝作りをしていた長吉・次郎は、山岸と二言三言交わしてから電報とブロンズスター勲章を渡され、一郎の戦死を知った。
翌1945年（昭和20年）3月、収容所内では東京大空襲が噂されていたが、長吉はデマだと一蹴し、うろたえる日系人たちに軽挙妄動を慎むように説き伏せ、日本の勝利を信じて疑わなかった。一方の日本では、昭和20年2月、日本軍部が米軍上陸地を沖縄南部と予想して持てるだけの家財道具を抱えた住民を沖縄北部に向けて疎開させ、さちと彼女を預かるとき一家の姿もその中にあった。
6月、浅瀬の島の洞窟を利用しただけの軍民共用の救護所では病床も薬品も医者もいない、積み重ねられた死人の隣で傷病者は黙って死を待つだけという有り様だった。米軍が近づいてきたと女学生挺身隊の友人・弓子が伝えに戻って来ると護衛に当たっていた兵士は全員移動を半ば自棄で呼びかけた。止めに入ったさちを銃口を向けて脅した兵士はさちを退かせると洞窟を出て突撃したが、待ち構えていた米兵の銃撃で戻ってくることはなかった。
通訳兵の到着を待っていた米軍上陸部隊の海兵隊小隊長は翌日の洞窟攻撃を伝え、翌朝になると小隊は包囲の輪を狭めながら洞窟を擁する浅瀬の島へ近づき、救護所に潜伏している全員に向かって沖縄戦終結と投降を呼び掛けた。洞窟中の一人の兵士が全員玉砕を呼びかけて点火させた手榴弾の音を聞き、立上る黒煙を見た小隊は、通訳兵の伍長が救護兵を送る合図を機に一斉に走り寄った。
気を失っていたさちは弓子とともに野戦病院で治療を受け、海兵隊伍長の小宮弘と出会った。弘は収容所で同室だった平松家の身内かと尋ねたが、家族に捨てられたと思っていたさちはあえて違うと答えた。海兵隊の病院を嫌がり、叔母のときの家に身を寄せたが、とき一家は全員死亡していた。頼る身寄りがいなくなったさちは広島のしづに会うべく、弘に金の無心をしたが、8月6日、弘は広島市への原子爆弾投下という衝撃の事実を伝えた。

### 最終夜 再会
1945年8月7日、収容所内でも広島への原爆投下が知れ渡る。しづが広島に預けられたことを知らない平松家の住むバラックの一室では、しづ・さちの安否を気遣うとも・次郎・長吉は二人は出雲に住んでいるのだからと安心させることに努めたが、この先も新型爆弾が落とされ続けるのではないかと危惧する次郎と長吉の間で激論していた。不安を抱きつつも長吉はあくまで日本の勝利を信じていた。
8月17日に日本の無条件降伏が伝えられたが、畑で作業していた長吉は日本の降伏を知らせに来たともや次郎に対しても日本の降伏を信じなかった。その日のうちに収容所内にも玉音放送の録音が屋外で流れたが、広場に集まった日系人には初めて直に聞く天皇の声であった。遅れて来た長吉もそれを聞いた。今後の身の振り方を話し合っていたとも・しのぶ・次郎に続いて、長吉は一転してそれまで自身を支えていた誇りが砕かれて張り詰めていたものが切れたように打ちひしがれた心情に加えて、もし日本が勝利していれば、しづとさちをアメリカに呼び戻せたはずだったと日本へ帰した娘2人への思いや後悔なども吐露し、よろよろと部屋を出て行った。軍用郵便で小宮弘から沖縄戦終了後で野戦病院でさちと出会ったことが書かれた手紙が届いたため、次郎が長吉に伝えようと畑に行くと長吉はすでに自殺していた。医務室では日本敗戦を苦にしての自害だろうが時期が悪いとして病死とされる。
とき一家らが住んでいた空き家に一人住んでいたさちは、死んだと言われてもとき一家を探してあちこちの病院や洞窟を回っていたが徒労に終わった。弘は食料を持参し、アメリカに帰国するように説得したが、さちは両親なんかいない、同じ「平松」姓でも赤の他人だからと嘘をつき、見捨てられた姉妹同士としてしづのいる広島へ行きたいと頑に親兄弟がいるアメリカ帰国を拒んだ。沖縄で身寄りのなくなったさちの姉思いの決意に感化された弘は広島行きの便宜を図ると約束して、辛抱するようにと慰めた。
数日後、休暇を取った弘はさちを広島へ連れて行った。跡形もない広島市街では祠の石台だけがその直ぐ脇にあったしづの預かり先の家屋の名残であった。弘はしづが通っていた女学校に出向き、しづの入院先を調べてきた。しづは自らの放射能被爆を知る由もなく広島中央病院に入院していた。病院内の惨状にさちは戦争とは無縁の民間人などを巻き込んで大勢の犠牲者が出る事を知りつつ、広島に原爆を投下した母国・アメリカの残虐な行為に、弘とともに怒りを滲ませた。そんな中、しづとの再会を果たす。しかし、原爆投下の影響は大きく、血の滲む包帯巻きされた右腕と被爆火傷の右頬を上に向けて地面にござ敷きで寝かされていたが、弘の尽力で病床棟へ移ることができた。しづは原爆投下当日は学徒動員の待ち合わせの工場におり、学校にいたら生きていなかったという。弘から支給品の食料と持ち合わせの現金を渡され、後日の再会を約束して別れたしづとさちは病院に居続けると言いつつも、弘を「日本人なのにアメリカ軍に入った裏切り者」・「広島市民を酷い目に合わせた軍人」とみなし、結局一度も心を開くことはなかった。さらに、さちも家族に捨てられたと思い込んでいたため、家族のいるアメリカに二度と帰国せず、しづと姉妹で日本で暮らす事を決め、密かに抜け出し、爆撃を受けなかった土地へと向かった。
10月、ともが帰還船に乗る前日の夜にマンザナー収容所に弘が現れ、自分の知りうる限りのしづ・さちの安否情報と戦災孤児や浮浪者などが多く発生している敗戦後の日本の想像を絶する混乱状況に加えて、ともも日系一世でアメリカ国籍を取得していないため、たとえ日本へ一旦帰国してもアメリカには戻れないこと、併せて二人のことは諦めるようにと告げられる。しのぶや次郎にも説得されてともは悲嘆に暮れながらも日本への帰国を諦めた。その時、さちは70年の時を経て、ようやく家族に捨てられて日本へ帰した訳ではないことに気づく。
しづ・さちは爆撃を免れた京都に到着したが、彷徨い歩いて間もなくしづが過労で倒れる。倒れたしづを背負いながらも手近に病院の看板を見つけたが、その外来待合室で膨大な数の患者を見て愕然とするも何とかしづに治療を受けさせた。その後、診察医の菊池正行の自宅に匿われ、夫人の千代の世話を受ける。夫人は二人の息子がフィリピン・満州で相次いで戦死し、それぞれの嫁も実家に帰ってしまい、広い家の中で寂しい思いをしていた。しづは被爆されながらも生きていけると感謝している一方、さちは他人の好意に甘えず、自分の力で職業や住処を探す事を決意する。
ある日、さちが千代の部屋を見ると農家が手に入れた着物の洋装への仕立て直しものを扱って、米や野菜との交換をしていたのでミシン掛けを手伝うようになった。さちもかつてアメリカでミシンを使った事もあり、久々にミシンを器用に踏んだ。この事がさちが後にファッションデザイナーになるきっかけを作った。しづも手伝いたがっていたが、軽症ではあるがいつまで経っても体調が回復しないどころか、年中めまいがしたり、体がだるく、大量に髪が抜けるという症状が現れていた。その頃はまだ原爆の後遺症がどういう病気なのか、誰にもわかっていなかった。
11月、収容所閉鎖を通告され、まだ反日感情が残っているシアトル市街の寺院で仮住まい生活をする。とも・しのぶが農場や家がどうなっているか見てみたいと望んだため、次郎は気が進まないなかで、レンタカーを借りて見に行くことになる。元の住まいも農地も見る影もないほどに荒れ放題となっていた。買い叩かれても止むなく手放した農場の予想外の現状に次郎は憤慨し、ジェームズに問い詰めに行ったが、けんもほろろの対応で取り付く島もなく追い返された。ジェームズは病により体を蝕まれ、農作業もできない体になっていた。シアトル市街に戻った三人は心を新たに各々ができることで仕事に就いて懸命に働いたが、夢の実現には程遠かった。
1946年7月15日、首都ワシントンで442部隊による凱旋行進が行われると知らされ、ケンも連れて四人で観に行った。パレードは議会議事堂からホワイトハウスまで行われ、沿道を6千人からの観客が埋め尽くしていた。ボロボロになった連隊旗はいかに激しい戦闘をくぐり抜けた証だった。442部隊は体は小さかったが、勇敢さが認められて「小さい英雄」と称えた。そこで彼らが見たものは、夏木の左手に抱えられた一郎の遺影であった。ともは思いもかけず一郎の遺影に駆け寄り夏木に取り縋った。行進が済んでから、一郎の死の瞬間を夏木の口から知らされ、とも・次郎・しのぶは一郎の戦死に折合いをつけられるようになった。夏木はその後大学、ロースクールへと進み、弁護士として、ケンの面倒から新しい土地の購入や店舗を出すときの相談に応じるなど、平松家にかかわるようになった。
それに続くかのように今度はジェームズが面会を要望して山岸に仲介を依頼してきた。人が変わったようにとも、しのぶやケンに丁寧に挨拶してまわるジェームズは、次郎に前回の非礼をも詫びてきた。442部隊の凱旋行進中にともの姿を映画のニュースで見たことを伝え、ジェームズ自身もテキサス州出身ということもあり、一郎たちが命を懸けてテキサス大隊を救出したことを感謝し、本人も病により農作業ができず、売却を検討するも、戦争により買い手が見つからず、さらに誰かに引き取っても、戦争により若者は軍隊に取られることもあり、農場経営を引き受けてくれる人がおらず、荒れ放題になった土地家屋を平松家に手放すと申し出た。そしてジェームズはもう一度昔の平松農場に戻して欲しいと彼らに託した。更に現在低賃金労働をさせられているかつての収容所で農作業を手伝っていた人々の世話も山岸から依頼され、とも・次郎は快く引き受けた。朝になって山岸が連れてきた懐かしい農作業仲間を遠目にして再会を喜ぶ想いで迎え入れた。
1947年5月、さちが知り合いを通じて着物を洋服にするリフォームの仕事を見つけたため、東京行きを決心した。東京で店舗を出店できるチャンスがある事を伝え、しづも一緒に連れて行く、姉を大きな病院に入院してあげると話しかけたが、床の中でしづは弱々しい声でさちの夢を果たせた事を祝福し、妹がこれくらい幸せになって欲しいと願い、そっと眠るように息を引取った（享年20歳）。同じ運命に遭ったしづがいるからこそ頑張れたさちは悲痛な声を上げて泣いた。原爆がどんなに恐ろしい兵器だったのか、その時さちはまだ知らなかった。しかし、辛かったはずのしづの死に顔は笑っているような表情だった。さちはもう一度しづをアメリカに連れてきてあげたかったと悔やんだ。
1952年にマッキャラン・ウォルター移民帰化法が可決されて、移民一世に帰化が認められてから7年後の1959年7月、ともはハワイ州出身で442部隊のOBだったダン井上議員の当選を報じる記事を手にしてしのぶに満面の笑みを見せ、在りし日の一郎を重ね合わせその喜びを次郎にも伝えようと納屋に向かった矢先、そのまま地面に崩れ落ちた（享年61）。心筋梗塞であり、病院に着く前には既に亡くなっていた。

### 現代編
現在、互いに知らされなかった過去を話し合い、滞在の途中でマンザナー収容施設跡地も巡った上で、さちは自分は亡き姉のしづと共に棄てられて日本に送られたのではなかったことを家族の思いとともにかみ締めるように感じた。そして、さちは景子に渡米して家族に会えたことを感謝した。
さちは夕食の際にケンとその妻・カズコが経営するレストランで、さちの歓迎会が行われ、一郎・しのぶの家族達と引き合わされた。その際、ナツコはさちを見て、慌ててたまたま見つけた日本のファッション雑誌に掲載されたさちの特集ページを見せた。現在、さちは年商200億円を稼ぐ人気ファッションデザイナーとして、第一線において活躍しており、アメリカでも仕事でお世話になっていた。また、彼女の作品はアメリカをはじめ、海外でも大人気で、現地シアトルのデパートでも人気ブランド商品になっている。さちの家族は現在都内の超高層マンションに住んでおり、タクヤは裕福な家庭に育まれた直人を羨ましがっていた。
そこでさちは上京後にファッションデザイナーとして夫と掴んだ成功までの経緯を話した。上京してからは、着物を洋服にするリフォームの仕事をしながら学校でデザインの勉強をしていた。夢中に働いて、海外でも人気が出るようになり、35歳で独立し自分の店舗を持つ。その後、当時デパートの婦人服売場の担当者と結婚した。さちの才能を認めた夫が、彼女の作品を売るための会社を設立した。もし夫がいなければ、さちは世界有数の人気ファッションデザイナーにまで登り詰めることはできなかった。その夫は5年前に他界し、現在はさちの息子が跡を継ぎ、会社の社長に就任している。その後、日米に舐めさせられた少女時代の辛酸を語った。戦時中かつ日系二世のアメリカ人ということもあり学校でいじめられて、沖縄の親戚においても厄介者扱いされた。それでも戦争中（特に沖縄戦）や戦後の地獄をくぐり抜けた事を思えばさちはどんなことにも耐えられた。だが、姉のしづだけには生きていて欲しかったと話す。さちは、原爆が余りにも残酷な爆弾だった事を知りながらも、しづの預かり先だった広島に原爆を投下したアメリカの暴挙を未だに許しておらず、その後終戦から2年後の1947年5月に原爆の後遺症で苦しめられたしづを奪ったアメリカを憎む思いを話した。その際、さちはしづが可哀想だったと語る。その一方でアメリカに残った家族が戦争中や収容所などで味わった辛酸や苦労を知り、しのぶと次郎は立派なアメリカ人になれたこと、イチローなどアメリカ人にも愛されて尊敬される日本人が現れたこと、そしてオバマ大統領（当時）が核廃絶をスローガンに掲げて、ノーベル平和賞を受賞した事もあり、いつまでもアメリカに対して偏見を持つ自分は時代に取り残された古い人間なのかもしれない、と淡々と心境を吐露した。
さちの話が終わると、遅れて来たケンの長女・サクラが白人の婚約者トムと現れたことでしのぶを怒らせてしまう。せっかく日本から渡米してくれたさちの家族など、大事な身内に紹介するのは当然であると、しのぶと対立したサクラは婚約者のトムを連れて出て行った。さちはしのぶを非難するも、意固地な性格であるしのぶは、日本人の誇りを守って、収容所での自殺により亡くなった長吉の無念さを知っており、アメリカに住みながらも、日本人であることを話す。かつて自分と平松家、日系移民が白人から受けた差別への恨みを抱いていた。白人を身内にはしたくなかった、日本人としての血と誇りを持って日本人として生きていくというしのぶの思いに対して、さちは白人から受けた差別を今度は自分が白人への差別をするのか、その結果素晴らしい家族が崩壊して、不幸になるのはしのぶではないのかと説得。次郎はしのぶを庇う言葉を口にするが、それにもさちは食って掛かり、彼女もアメリカに憎しみはありつつも、後年（1988年）にレーガン大統領（当時）などアメリカ政府が戦争中における日系人の強制収容の事実を謝罪した事を自覚して欲しいと苦言を呈した。白人と結婚させないしのぶの考えは人種差別で単なる思い上がりだと批判し、そしてさちは次郎にサクラの結婚を許可すべきであるとしのぶを説得して欲しいと懇願するも、食事会はかえって気まずい雰囲気になってしまった。
屋敷に戻ってから、しのぶはさちの言葉を反芻しつつ、ひとりで一郎の遺影に向かって無言の対話を続け、次郎・さちは二人で話の続きをした。さちは言い過ぎたことを詫び、次郎もさちの言うとおりであり同じ気持ちだと理解する。ただ、長吉・ともの血の滲むような苦労を間近で見てきたしのぶにとって、家族が日本人の血を大事にしなければならない執念が消えないので、次郎もその気持ちがわかるので何とも言えない状況だった。続けてさちは次郎が結婚もせずにこれまで過ごしたことを気の毒に思うとも告げた。しかし、次郎は自分が結婚して自身の家族を持てば戦死した一郎の妻子であるしのぶとケンの行く末を看れなくなる、だからしのぶとケンのそばにいられて幸せであり、充実した人生を過ごせた自分が兄に代わって平松家を背負って立つ生き方に悔いはなかった、可哀相とは思ってくれるなと穏やかな心境で答えた。次郎はしのぶには辛い事だが、サクラの結婚に関してはサクラが好きにしたらいいと話した。
翌日、平松家は墓参に出かけ、さちは長吉・とも・一郎に帰郷するのが70年も遅くなった事を詫び、いつも見守ってくれたことを感謝し、さちはどんな不幸にも負けずに生きてこられた事、しのぶ・次郎にも再会を果たし、幸せな家族を見届ける事が出来、安心して日本へ帰国できることを墓前に報告した。直人はタクヤにアメリカに立派な親戚がいて、その血が流れている事を教えてもらえた事に感謝し、そして平松家みたいにどんなことにもめげない強い人間になることを誓った。そして、サクラとトムは自分たちの婚約報告を祖先らに報告する。2人を呼んだしのぶはさちの言うとおりだったと感謝した。加えてさちはウェディングドレスを持って、サクラの結婚式に出席する事と、日本からしづの遺骨を持ってきて一緒の墓に埋葬したいと申し出て、さち一行は帰国したのだった。
その後、東京ではサクラが身に纏うドレスの制作に自ら陣頭指揮を執るさちは仕上がり具合に若干手直しを加えつつ満足そうに眺め、次の訪米の時期を待ち遠しく想っていた。
遠く離れたシアトルでは、「いつも通り」の夜明けの農作業に出掛ける次郎としのぶが「いつも通り」に昇る朝日を浴びながら「いつも通り」スコップと熊手を担いでゆっくりと歩いて行く「いつも通り」の二人の姿があった。

## 登場人物

### 当時編

#### 平松家（アメリカ）
平松長吉
演 - 中井貴一、草彅剛（若年期）
島根県の奥出雲に生まれる。1912年（明治天皇が崩御して大正元年となった年）に単身アメリカへ渡った日系1世。したがってアメリカ国籍を持っていない。渡米後7年間は農場を転々とする所謂「ブランケ担ぎ」として働いていたが、ともと出会い結婚したことがきっかけで自分の農場を持ち、現在の平松農場の基礎を作り上げた。自分が農家生まれであり、農家の嫁は農家でなければならないという考えをもっているため、当初しのぶには冷淡な態度を取る。
日米開戦後、地元の日本人有力者岡田と親しかったことと、日系1世でアメリカ国籍を持っていなかったことから敵性外国人と見做され、FBIに拘束されてしまう。当初抑留所に収監されていたが、一郎が軍隊に入隊したことで情状酌量され、平松家が収容されている収容所に移る。収容所に移ってからは、しのぶが一郎と結婚したことを聞き、しのぶに対する態度を改め、しのぶを平松家の一員として認める。本部と交渉してしのぶと一郎の外出を認めさせるなど、収容所内でリーダー的存在となる。しかし戦後、敗戦のショックで収容所の畑で自殺してしまう。
平松（村上）とも
演 - 泉ピン子、イモトアヤコ（若年期）
岡山県の貧農の次女。元々は長女である姉が渡米する予定だったが、就職のために上京してドタキャンしたことから、姉の代わりにアメリカへ渡る。そこで出会った長吉と結婚。夫と同様に、アメリカ国籍を持っていない。4人の子宝に恵まれる。しのぶの良き理解者であり、一郎としのぶの結婚を後押しする。温厚な性格で、家族の精神的支柱である。一郎・しのぶ・次郎と同様、米政府に対する忠誠登録書のNO.27とNO.28の質問にYESと答える。戦後、駐留先から戻った小宮弘から、日本に疎開させていた二人の娘の悲惨な経緯を聞かされる。特にしづの原爆被爆については大きな後悔に苛まれ泣き崩れるが、意を決して二人を捜し出すことを宣言する。しかし次郎・しのぶ・弘から敗戦直後の日本の混乱状態の酷さや治安状態の悪さを理由に押し止められ、意気消沈する。
アメリカへの帰化が認められて7年後の1959年7月に、一郎と同じ第442連隊に入隊していたダニエル・イノウエが日系人で初めて下院議員に当選したことを知って、その喜び様を次郎に伝えようと外に出た矢先、心筋梗塞で急逝する。
平松一郎
演 - 草彅剛
平松家の長男。兄弟のまとめ役であり、現実主義者の一面もある。アメリカで生まれた日系2世であり、アメリカ国籍を持っている。勉強好きでシアトル大学に進学し、将来は弁護士となって日系人の地位向上に役立ちたいという志から法学を専攻する。大学でしのぶと出会い交際を始めるが、身分の違いから長吉に交際を反対されてしまう。FBIに拘束された長吉から農場の後事を託されるが、母・妻・弟と共に強制収容所に収監されるために、全財産を買い叩かれてしまう。収容所内では、しのぶとともに年少者教育活動に従事するが、後に行われた米政府に対する忠誠登録書のNO.27とNO.28の質問に対してともの願いとは逆にYESと答え、まもなくアメリカ陸軍への入隊が決まる。
入隊直前に収容所内で極内輪だけによる結婚式を行い、一郎としのぶは正式な夫婦となる。3か月の新兵基礎訓練を終えた後、10日間の休暇を与えられしのぶと新婚旅行に出かけるが、レストランや様々なホテルで嫌がらせによる利用拒否を受ける。日も落ちた頃、ある老婦人に知り合いの日系人から預かっている海沿いの宿屋に泊まるよう勧められ、その好意を受ける。
10か月の厳しい実戦訓練の後、第442連隊戦闘団（以下、442部隊）としてヨーロッパ戦線へと送られる。442部隊は戦果をあげていくが、テキサス大隊を救出するために向かったフランス・ヴォージュ山脈における戦闘で、戦友の夏木を庇い戦死してしまう。死後、ブロンズスターメダルを受章する。
平松（松沢）しのぶ
演 - 仲間由紀恵、八千草薫（現代編）
もともとは外交官の娘。大学でアメリカ人にからまれていたところを一郎に助けられたことがきっかけで、一郎と恋仲になる。日米関係の悪化により、両親と共に日本に帰国する振りをして日本行きの交換船に乗るが、一郎への想い絶ち難く出航後間もなく海に飛び込み、自力で岸まで泳ぎ着く。
その後、平松農場に行き納屋に隠れていた所を一郎に発見される。平松農場以外に行く宛てもなく、そのまま家族同然に住み込みで働くこととなり、平松一家と共に収容所へ行く。米政府に対する忠誠登録書のNO.27とNO.28の質問にYESと答えるが、女性なので軍隊行きは免除された。一郎が入隊する直前に一郎と結婚し、その後長男で一子のケン・大和を授かる。
戦後もアメリカに留まり、現在に至る。現在では次郎とともに平松農場を営み、ケンの子宝による孫曾孫に恵まれ、穏やかな生活を送っている。
かつて自身が白人から受けた人種差別の経験から、孫のサクラが白人男性であるトムと結婚することを頑ななまでに拒否し続けていたが、さちから自身の言動を「白人があなたを“ジャップ”呼ばわりしていたのと同じことを繰り返しているだけだ」と諭されたことから、最終的には婚約を認め、三人で長吉・とも・一郎の墓前で結婚の報告を行った。
平松次郎
演 - 松山ケンイチ、上條恒彦（現代編）
平松家の次男。アメリカで生まれた日系2世であり、アメリカ国籍を持っている。兄とは対照的に勉強よりも農家の仕事が好きで、学校にも行かず、農家の仕事をしている。しのぶに恋心を抱いており、それは2010年現在も変わっていない。並外れた行動力の持ち主で、収容所では不毛地帯だった一帯を農園に変えた。本人曰く「太陽と水があれば畑はできる」とのこと。
一郎・しのぶと同様米政府に対する忠誠登録書のNO.27とNO.28の質問にYESと答える。ただし17歳と若かったため、軍隊行きは免除された。長吉・一郎の後を継いで平松農場を取り戻し発展させ、大地主となっている。
2010年8月に70年振りにさちと再会する。
平松しづ
演 - 寺島咲
平松家の長女。アメリカで生まれた日系2世である。日米関係の悪化に伴う日系人への感情の悪化により、1940年に長吉の判断から妹のさちと共に日本へ送り出される。当初は家を継いだ島根の長吉の兄の家に預けられていたが、里帰りで実家に帰省していた広島の叔母（ふさ）の家に口減らしを口実に押し付けられる。広島では女学校に通うが、いじめに遭い、帰宅後も叔母の嫁ぎ先である酒屋で働かされたり、いとこである叔母の子と待遇の差を付けられたりと辛い生活を送る。
1945年8月6日、広島で被爆する。その後、妹のさちと広島市内の病院で再会するが、原爆の後遺症により2年後の夏にさちに看取られながら京都で息絶える。
太田（平松）さち
演 - 川島海荷、岸惠子（現代編）
平松家の次女。アメリカで生まれた日系2世であり、1940年に姉のしづと共に日本へ向かい、長吉の兄の元へ預けられていたが、里帰りで実家に帰省していた沖縄の叔母（とき）の家にしづと同様の理由から押し付けられる。姉同様に日本でも日系2世として、里子や米国籍としてのいじめを受け、辛い思いをして育つ。さらにアメリカ軍の攻撃で厳しい目にあってきたことから、母国・アメリカに強い憎しみを抱くようになる。
自己主張の強い性格で、沖縄ではさとうきび畑で働いた後、家族との食事で堂々とご飯をよそい、そこにいた家族を唖然とさせる。本人曰く性格を変えなければやっていけなかったと語っている。沖縄戦で親戚全員とはぐれて孤独の身になり、さち自身も負傷するが、米軍に助けられ、キャンプの救護所で偶然に小宮弘と出会う。終戦後は弘の計らいで広島へ行き、野外病院で姉のしづと再会する。
弘に無断で京都へ移動した際、町医者の菊池夫妻に運よく拾われ、そこで着物のリフォーム技術を身につける。その2年後には東京で仕事を見つけるが、一緒に連れて行くつもりだったしづが亡くなり、単身で上京することになる。
弘に対しては、あらゆる面で手助けをしてもらったにもかかわらず、「アメリカの軍隊に入った裏切り者」であるとして、最後まで心を開くことはなかった。
その後は結婚して子供も生まれ、孫にも恵まれる。また、ファッションデザイナーとして成功を収めており、年商200億の巨大ブランド（現在は息子が社長）を立ち上げて雑誌にも取り上げられるようになっている。幼少期の境遇から捨てられたと思い込んでいたため、父・長吉に対して恨みを抱き、過去を封印して生きて来たが、2010年になって乳癌の手術を受け死と向き合った事を契機に、生き別れになった兄弟がどういう生活をしているのか、そして自分が今までどんな風に生きてきたかを知ってもらいたいと思うようになる。そして8月に孫がイチロー選手の試合を観戦するためアメリカへ向かうのに合わせ、70年ぶりに渡米する。そして息子の嫁の尽力もあり、次郎・しのぶと70年ぶりの再会を果たす。

#### 平松家（日本）
平松忠男
演 - 魁三太郎
長吉の父親。
平松まさ
演 - 梅沢昌代
長吉の母親。しづとさちが良助に引き取られている間、空腹の二人におにぎりを渡す。
平松良助
演 - 加藤虎ノ介
長吉の兄。若い頃は思慮と思いやりに富んだ好人物だったが、しづとさちの来日時は生活苦からやつれ果てていたせいか、冷遇する。長吉のアメリカ行きには賛成していた。日本に帰国したしづをふさに、さちをときに預けさせる。
（平松）ふさ
演 - ふせえり
長吉の妹で広島の酒屋に嫁ぐ。しづを預かる。嫁ぎ先が商家なので暮らし向きは良いが、しづを扱き使い、自分の子と差別した扱いをする。詳細な描写はないが、原爆投下で一家もろども死亡した模様。
貞夫
演 - 山崎銀之丞
ふさの夫で、広島で酒屋を営んでいる。控え目で優しい好人物。ふさの尻に敷かれている。
（平松）とき
演 - 杉田かおる
長吉の妹で沖縄の農家に嫁ぐ。さちを預かる。さちに学校を辞めさせて、畑仕事を手伝わせようとする。自身も気の荒い姑に酷使されており、本心からさちを嫌っているわけではないが、姑や小姑の手前冷遇している。沖縄戦で死亡する。
てる
演 - 吉田妙子
ときの姑。ときにさちの学校を辞めさせるように話す。短気で思いやりのない性格をしており、日常的にときをこき使っている。通学を続けるさちに食事を与えない、納戸で寝起きさせるなど冷酷な仕打ちを行う。やはり沖縄戦で死亡する。

### 平松家に関わる人々

#### アメリカ
山岸登
演 - 大泉洋
元々はシアトルの日本人協会の代表者であり、強制収容所に収容された後は、日系人収容者とアメリカ側との橋渡し役を務める。当初小宮太助や平松次郎は山岸を「アメリカの犬」呼ばわりし、小宮太助から襲撃を受けるなどしたが農園を作りたいという次郎の一番の理解者となる。戦後、強制収容所から全ての日系人が解放された後も慈善団体による一時収容施設での世話役に努めていた。
野中一馬
演 - 初代市川右近
家族を伴って長吉と共に渡米した日系1世。長吉と共に岡田の農場で世話になる。その後、クリーニング店を開き、長吉夫妻や一郎の良き相談相手となる。長吉がFBIに拘束された後に強制収容所に収容されてしまうが、平松一家と巡り合う。米政府に対する忠誠登録書のNO.27とNO.28の質問にはNOと答えたため、別の収容所に収容された後、日本に強制送還される。
野中絹枝
演 - 吉田羊
野中一馬の妻。米政府に対する忠誠登録書のNO.27とNO.28の質問にNOと答えたため、一馬と共に日本に強制送還される。
岡田勇
演 - 小林稔侍
野中一馬の親戚で長吉や野中が渡米する以前にアメリカへ渡った日系1世。渡米したばかりの長吉や野中の家族に寝床を提供するなど、長吉をサポートする。3人の息子がいるが、家族全員が日本生まれのためアメリカ国籍を持っていない。その後シアトルの日系人社会でも有力者となるが日本政府への献金やアメリカの情報を流すなどのスパイ行為を行っていた疑いで敵性外国人と見做され、FBIに拘束される。その後は不明。
岡田ひろ
演 - 広岡由里子
ともが一郎を出産する際手伝う。
小宮太助
演 - 笹野高史
もともとはロサンゼルスで庭師をやっていたが、強制収容所に収容された際、平松家と同じ宿舎になり、一緒に寝起きすることとなる。当初山岸に対して嫌悪感を抱いて襲撃するが次第に認識を改め、収容所内に収容者の憩いの場となる庭園を作り上げる。米政府に対する忠誠登録書のNO.27とNO.28の質問にはNOと答えたため、別の収容所に収容された後、日本に強制送還される。
小宮弘
演 - 中尾明慶
太助の息子。アメリカで生まれた後、父の方針により母や妹達とともに一旦日本へ帰国して教育を受けるも日本で徴兵されることを知ったために再びアメリカへ戻ったという、いわゆる帰米2世。父・太助とともに強制収容所内に収容され、平松家と共に同じ宿舎で寝起きすることとなる。普段は能天気で思いやりのある性格だが、いざという時は思慮深さを見せる。元々は父の後を継いで庭師になるつもりだったが、父の考えとは違って米政府に対する忠誠登録書のNO.27とNO.28の質問にはYESと答えたために父と大喧嘩になり、事実上親子関係は絶たれることとなった。
その後はアメリカ海兵隊に入隊して伍長に昇進すると通訳として沖縄に派遣され、抵抗を続ける日本兵や民間人の投降を呼び掛ける。沖縄の駐留キャンプで偶然さちと出会い、身寄りを失って一人身になっていたさちの一番の理解者として様々な手助けをし、特に広島にいるしづの消息を探ることに尽力した。帰国後に収容所で平松一家に再会し、沖縄や広島での経緯を伝え、ともの帰国を思い留まらせる。
キャサリン・クレッグ
演 - Sharva Maynard
長吉の隣人の老婦人。誠実な働き者である平松夫妻を好いている。息子がニューヨークに住んでおり、後に長吉に土地を譲る。
ジェームス・ハワード
演 - Doug Vogel
キャサリンの土地を狙っていて、日系人であることから長吉のことを忌み嫌っている。平松一家が収容所に送られる際に、安い値段でその土地を一郎から買い取るが、戦争で労働力がおらず土地の転売もできなかったため、農場を荒れ放題にしてしまう。後に一郎の442部隊での活躍を知り、特に自身がテキサス州の出身であることから、テキサス大隊の救出時に自分の命を擲ってまで活躍した一郎には非常に感謝しており、最終的に平松家に土地を返し、和解する。その頃には杖をつかなければ歩けないような状態になっていた。
ベティ
演 - Albajeanne Macconnell
ホテルの宿泊を断られた一郎・しのぶ夫婦を自宅に招待する老婦人。
老婦人
演 - 森康子
平松家と馬小屋で会う。息子が仕事を辞めさせられ収容所が有難いと語る。
夏木
演 - 片岡愛之助
442部隊で一郎と共に戦った戦友。自分を庇って戦死した一郎の遺影をワシントンでの凱旋パレードで掲げながら行進している最中、ともに呼び止められ、念願であった平松家との対面を果たす。除隊後、弁護士となってからも一郎への恩返しのため、様々な面で平松家の相談相手となる。
医師
演 - 津村鷹志
自殺した長吉を診る。

#### 日本
村上貞吉
演 - でんでん
ともの母
演 - 和泉ちぬ
上記の2人は、ともの両親。姉に代わって、ともをアメリカにいる長吉の元に嫁がせる。
高木
演 - 北条隆博
さちの担任教師。生徒からも人気があり、さちの唯一の味方。実家が米屋であることから、家でろくな食事を与えられていないさちに、度々自身の弁当を分け与えている。しかし、反戦行為で憲兵に拘束される。
弓子
演 - 野口真緒
さちと共に沖縄・学徒救護隊に入る。後に米軍にさちと共に救助される。
菊池正行
演 - 大杉漣
京都の医師。非常に親切な性格をしており、行き場を失ったしづ・さち姉妹を自宅に住まわせる。
菊池千代
演 - 高畑淳子
菊池医師の妻。2人の息子が軍医として戦死してしまい心細く感じていたが、しづとさちが家に来て2人にとても快く接する。さちに裁縫の手伝いをしてもらう。

### 現代編
イチロー
第一話の冒頭に登場。当時シアトル・マリナーズ所属。前述にあるようにこの物語を橋田が執筆するきっかけを作った人物。現在アメリカ人から賞賛を受けているが、当時編の社会状況から対比して描かれている。
太田景子
演 - 堀内敬子
さちの息子の嫁。夫から義母のさちがアメリカ生まれであることを聞き、次郎・しのぶとさちを再会させるきっかけを作る。
太田直人
演 - 加藤翼
景子の息子で、さちの孫。
マイケル・タクヤ・平松
演 - 今井悠貴
しのぶと一郎の曾孫。日系5世。柔道を習っている。
ステファニー・サクラ・平松
演 - 長渕文音
しのぶと一郎の孫。日系4世。しのぶから恋人のトムとの結婚を反対されていたが、さちがしのぶを説得したことで結婚を認められ、トムと共に長吉、とも、一郎の墓前で結婚の報告を行う。
トム
演 - Steve Wiley
サクラの恋人。
ケン・大和・平松
演 - 佐藤旭
しのぶと一郎の息子。日系3世。現在は平松農場直営レストランのシェフを務めている。
メアリー・カズコ・平松
演 - 唐木ちえみ
ケンの妻。
リチャード・エイタ・平松
演 - 城全能成
しのぶと一郎の孫。タクヤの父。日系4世。
ジェシカ・ナツコ・平松
演 - 尾上紫
エイタの妻。タクヤの母。
ポール・コウタ・平松
演 - 荻原謙太郎
しのぶと一郎の孫。日系4世。
アマンダ・ユキ・平松
演 - 押川美由起
コウタの妻。

## スタッフ
- 脚本 - 橋田壽賀子
- 音楽 - 千住明
- 編成企画 - 十二竜也、高橋正尚
- プロデュース - 瀬戸口克陽
- 演出 - 福澤克雄[注釈 6]
- 製作著作 - TBS

## サブタイトル
本放送
| 各夜                                              | 放送日        | 放送時間（JST） 分数 | サブタイトル | ラテ欄                                                                             | 視聴率 | 備考     |
| ------------------------------------------------- | ------------- | -------------------- | ------------ | ---------------------------------------------------------------------------------- | ------ | -------- |
| 第1夜                                             | 2010年11月3日 | 21:20 - 23:33 133分  | アメリカ     | 未来を信じ、差別や戦争を逞しく生き抜いた、 家族の愛の物語                          | 12.6%  | 20分遅れ |
| 第2夜                                             | 2010年11月4日 | 21:00 - 23:13 133分  | 一世と二世   | 開戦〜日米に引き裂かれた家族… 愛と涙の別離                                         | 15.5%  |          |
| 第3夜                                             | 2010年11月5日 | 21:00 - 22:58 118分  | 強制収容所   | 屈辱の強制収容所へ迫られる選択… 戦うのは日本かアメリカか                           | 14.7%  |          |
| 第4夜                                             | 2010年11月6日 | 21:10 - 23:38 148分  | 日系人部隊   | 日系人部隊の決意〜 家族や仲間の名誉と誇りを懸けた戦い!! もうジャップとは呼ばせない | 14.6%  | 10分遅れ |
| 最終夜                                            | 2010年11月7日 | 21:00 - 23:28 148分  | 再会         | 日米に引き裂かれた家族に奇跡の再会が… 平和を願う想いが今夜完結                     | 19.1%  |          |
| 平均視聴率 15.3% （ビデオリサーチ調べ・関東地区） |               |                      |              |                                                                                    |        |          |

2夜連続レジェンド
| 各編 | 放送日         | 放送時間 分数       | 放送内容                        |
| ---- | -------------- | ------------------- | ------------------------------- |
| 前編 | 2011年12月26日 | 21:00 - 23:54 174分 | 第1・2夜ディレクターズカット    |
| 後編 | 2011年12月27日 | 18:30 - 23:34 304分 | 第3・4・5夜ディレクターズカット |

- 『2010世界バレー女子』中継延長のため第1夜は20分、第4夜は10分遅れ。
- 東京ドラマアウォード2011単発ドラマ部門グランプリ受賞記念を兼ねて、2011年12月26日・27日にJNN系列全国ネットで、合計8時間版に短縮した「2夜連続レジェンド」として再放送された。またこのレジェンド版前編の番組冒頭では本作の舞台となったシアトルとロサンゼルスで行われた本作の上映会の模様と現地で鑑賞した観客のコメントも放送された。
- 本ドラマ放送中は21時台と22時台のレギュラー番組をすべて休止し、23時台以降の番組も繰り下げになる。そのため、『渡る世間は鬼ばかり 最終シリーズ』や『SPEC』（金曜ドラマ）、『獣医ドリトル』（日曜劇場）の連続ドラマ3本が放送中に1週休止することになったほか、平日のニュース最終版である『NEWS23X』が最大45分遅れてスタートすることになった。また、第1夜で放送された枠（当時は水曜21・22時台の2時間連続だった）は本来は毎日放送の制作枠だったが、この日に限りTBSに返上することになった。

## キャンペーン
- 番組の最後にキーワードが毎日発表された。それを番組公式サイト（外部リンク先）の応募フォームに入力し、5日間連続で書き込んで全部正解の視聴者から抽選で1人ずつに、特別協賛社のトヨタ自動車・プリウスか、パナソニック・3Dビエラとエコナビ搭載家電セットのいずれか希望の商品が贈呈された。（但し締め切りは放送翌日午前1時までで以後無効）

## DVD・BD
いずれもディスク6枚組（6枚目に映像特典を収録）。
- 『99年の愛〜JAPANESE AMERICANS〜 DVD-BOX』（2011年3月9日発売、発売元:TBS、販売元:TCエンタテインメント、ASIN B004AE20FA）
- 『99年の愛〜JAPANESE AMERICANS〜 Blu-ray BOX』（2011年3月9日発売、発売元:TBS、販売元:TCエンタテインメント、ASIN B004AE20F0）

## 書籍化
- 『99年の愛〜JAPANESE AMERICANS〜』（2010年11月8日、小学館出版、ISBN 9784093862912）
- 『ジュニア版 99年の愛〜JAPANESE AMERICANS〜』（2010年11月8日、汐文社、ISBN 9784811387666）